# Danza de los Tecuanes
La Danza de los Tecuanes se enmarca en diversas regiones de México, como Guerrero, Oaxaca, Puebla y Veracruz. Esta expresión cultural tiene raíces profundas en las tradiciones locales, con influencias que se remontan a períodos precolombinos y coloniales. 
La danza se realiza en eventos religiosos y festivos, y es parte integral de las celebraciones locales. Los participantes pueden ser hasta 40 personas que representan a diferentes personajes, cada uno con un significado simbólico, pero el principal de este es el Tecuani (jaguar “el devorador de hombres”)
Algunos elementos son los sombreros de palma, máscaras de madera talladas y adornadas, el ritmo tradicional de la flauta de carrizo y el tambor son algunos de los elementos de la Danza de los Tecuanes. 

## Historia
Según documentos que conserva el pueblo de Acatlán, la danza se presentó por primera vez en 1890, para los festejos del Arcángel San Rafael el 24 de octubre. También se dice que la conocieron en una peregrinación a Chalma con maestros de Guerrero. Con el tiempo, la danza se arraigo en Acatlán y adquirido características propias de esta comunidad. Por esto mismo se dice que se aprendió “de boca en boca”
En el núcleo de esta danza se encuentra el "Tecuani", el jaguar, un símbolo reverenciado en múltiples culturas mesoamericanas por su fuerza y astucia. Los bailarines, ataviados con trajes detallados que emulan la piel del jaguar, se sumergen en la esencia de estos animales sagrados. Cada movimiento conlleva un mensaje simbólico, desde los rugidos evocados por sonidos guturales hasta las elegantes movimientos que representan la caza y la conexión espiritual con la tierra. Esta representación va más allá de lo visual, llevando a los espectadores a un universo donde lo humano se funde con lo divino en una danza ancestral rica en significado.
Se dice que esta danza surgió por una leyenda que cuenta que eran dos tribus, una comandada por el viejo “Lucas” y otra por el viejo Moranchi, quienes se dedicaban al cultivo de tierras y el criado de ganado, entre estas tribus se percataron que los animales sufrían daños y entre ellos se echaron la culpa hasta que se dieron cuenta de que el que hacía estos daños era un jaguar y lo que hicieron fue poner trampas para matarlo.
También se observa una coincidencia interesante con la desaparición de las danzas de Moros y Cristianos en muchos pueblos, como señaló Arturo Warman en una investigación sobre esta expresión dancística. Este hecho sugiere que algún evento de gran relevancia ocurrió en esos tiempos, desencadenando el surgimiento, la expansión y la diversificación de las danzas tradicionales que hoy conocemos. Entre estas, destacan las diversas "danzas de la cacería del Jaguar", muchas de las cuales parecen ser reinterpretaciones o adaptaciones de danzas similares ya extintas, como las que se preservan en Zitlala. Este fenómeno nos invita a reflexionar sobre la influencia del cambio social y cultural en la evolución y preservación de las tradiciones folclóricas. 

## Descripción de la Danza

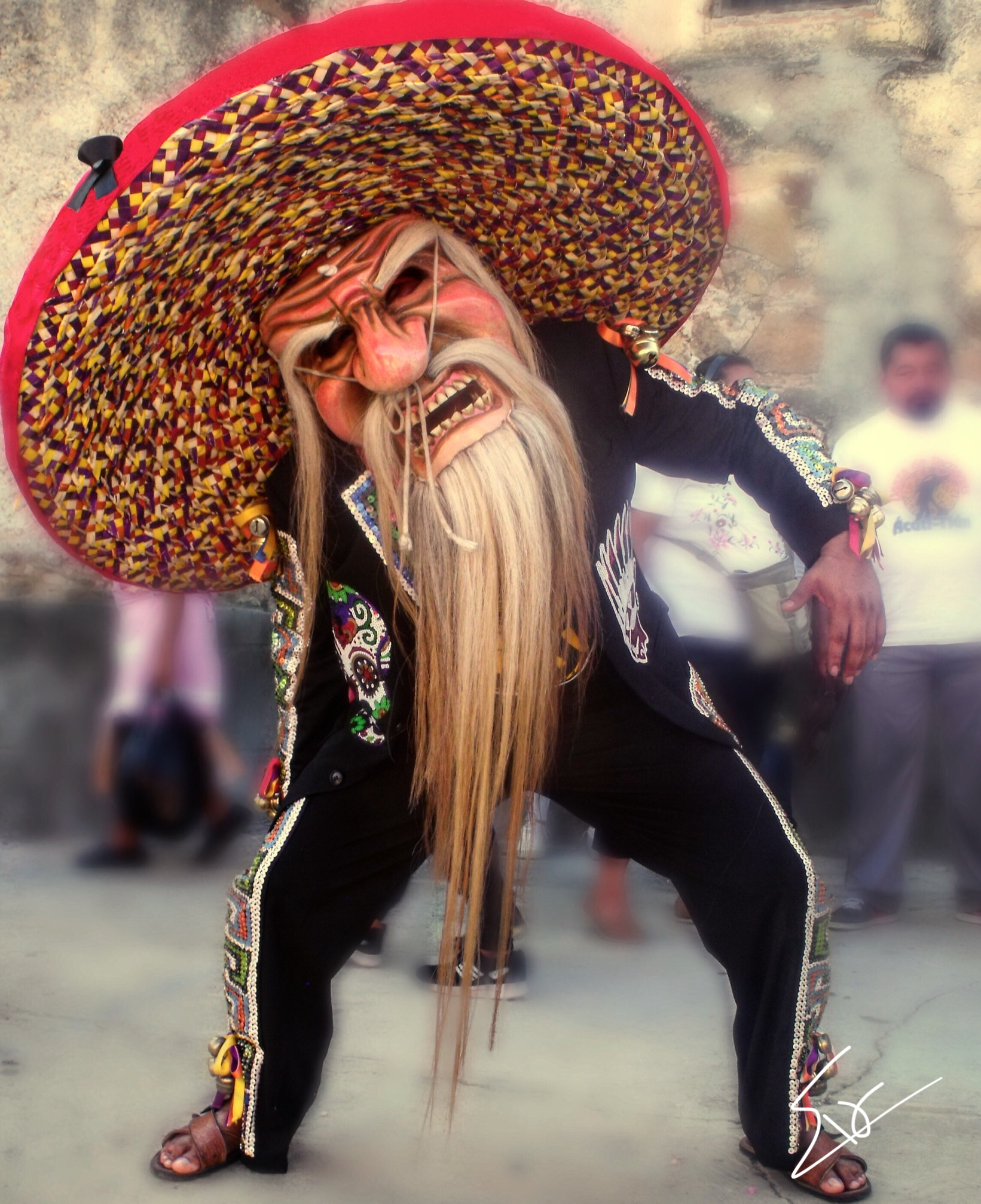
Viejo Lucas, personaje de la danza de tecuanes.

La danza comienza con los dos ancianos mientras se embarcan en una cacería, persiguiendo a su presa. Durante este momento, se escuchan melodías interpretadas por un solo músico, quien con una mano toca la chirimía o flauta de carrizo, y con la otra, el tambor hecho de madera y piel de animal. Los personajes de la danza incluyen a los dos ancianos acompañados de sus hijos (sin una cantidad específica), cada uno con un nombre relacionado con la naturaleza, como Zopilote, Tejón, Tecolote, entre otros. También aparece una bruja que realiza rituales de purificación tanto a los danzantes como al público, llevando consigo una canasta llena de hierbas como albahaca, pirul, entre otras. Otros personajes representativos son la Muerte con su guadaña, el Diablo simbolizando la maldad, una perrita llamada "Perrita Capachichona" que representa al sabueso rastreador, y el toro junto a la vaca. Además, destaca la figura principal de la danza, el Tecuán, que aparece en número de más de veinte. 
En la actualidad, la representación de la Danza de los Tecuanes tiene una duración promedio de una hora, llegando en ocasiones a una hora y media aproximadamente. Sin embargo, la danza completa consta de 36 sones, culminando con la escenificación de la muerte del "tecuán", lo cual puede extender significativamente su duración, llegando incluso a cinco o seis horas. Cada son tiene una duración aproximada de 10 minutos, mientras que el son de la muerte del "tecuán" puede extenderse hasta por dos horas. Este aspecto resalta la profundidad y la complejidad de esta expresión cultural, así como el compromiso de los participantes y la audiencia con la tradición y el ritual que encierra la danza. 

## Elementos
Los trajes que usan son auténticas obras de arte que requieren mucha dedicación, talento y habilidades artesanales, no solo son visualmente impresionantes, sino que simbolizan el origen de esta danza que es la transformación del jaguar, lo cual a su vez representa y les permite adoptar la fuerza y poder del animal.
Otro elemento muy importante son las máscaras que utilizan los danzantes. Como otra manifestación de grandes habilidades artesanales, son completamente talladas a mano, representando los rasgos del jaguar a detalle. Los danzantes también pueden llevar cuernos y otros adornos que contribuyen a la impresionante apariencia de los jaguares.
La música también tiene gran importancia en esta danza. La música es interpretada en vivo por músicos locales que tocan instrumentos tradicionales y los danzantes se mueven al ritmo de este son imitando el comportamiento del jaguar en su entorno natural, incorporando la esencia del jaguar en sus movimientos, convirtiendo esta tradición en una expresión sagrada de su identidad cultural y espiritualidad.